# Imperiał

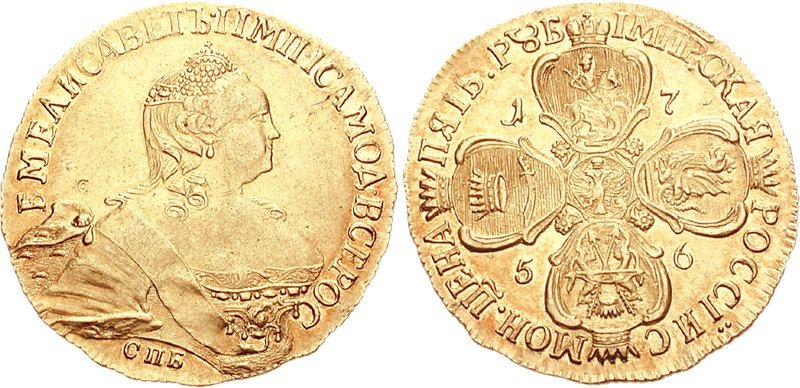
Półimperiał carycy Elżbiety (1756)

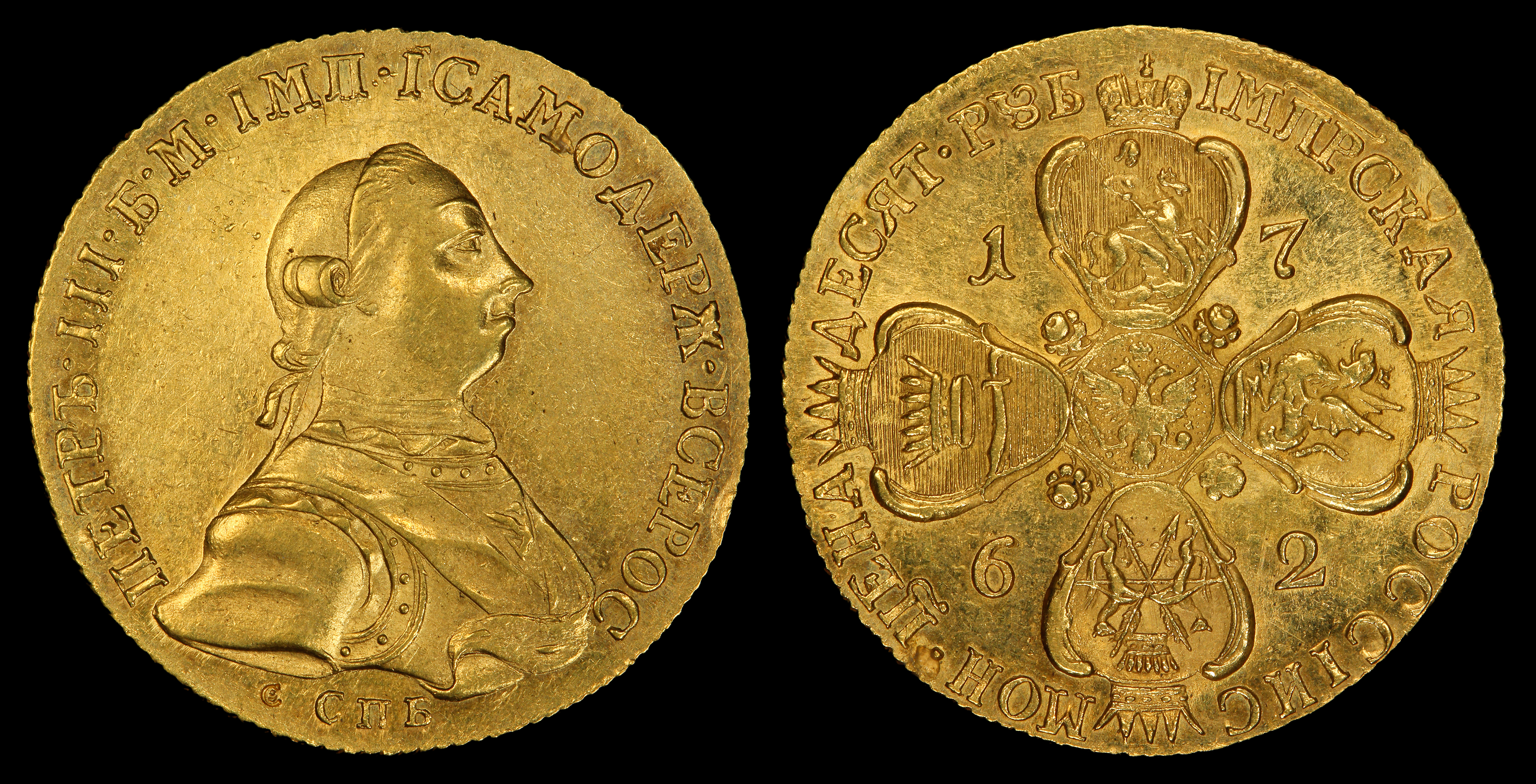
Imperiał Piotra III (1762)

Imperiał (ros. империал) – wielorublowa złota moneta rosyjska wprowadzona do obiegu w 1755 i emitowana do 1917 r. Nazwa będąca pochodną od łac. imperialis (cesarski).
Wprowadzony za panowania cesarzowej Elżbiety imperiał był monetą 10-rublową zawierającą 11,61 g złota o próbie 916 (za Pawła I i Aleksandra I wynosiła ona 987). W obiegu znajdował się także 5-rublowy półimperiał o wadze 5,85 g. Po reformie walutowej Kankrina (1838) wartość imperiała ustalono na 10 rubli 30 kopiejek.
W związku z postępującym spadkiem wartości pieniądza kredytowego (bilety bankowe, asygnaty) względem monet srebrnych, pod koniec XIX wieku wartość nominalna imperiała osiągnęła 15 rubli, a półimperiała – 7,5 rubli. Reforma walutowa w 1897 r. wraz z wprowadzeniem złotego rubla spowodowała niedogodności w obrachunkach imperiałów 7,5- i 15-rublowych, dlatego od tegoż roku zaczęto bić wygodniejsze i lżejsze monety złote o nominale 5 i 10 rubli, czyli {\displaystyle {\tfrac {1}{3}}} i {\displaystyle {\tfrac {2}{3}}} imperiała. W 1899 emisję starszych imperiałów przerwano i stopniowo wycofywano je z obiegu. Skutkowało to ukrytą dewaluacją rubla, w którym zmniejszono też zawartość czystego złota, jednakże reforma ta wpłynęła na przejściowe ustabilizowanie rosyjskiej waluty.
Wczesne imperiały nosiły na awersie popiersie panującego, na odwrocie – herb cesarstwa. Od 1796 nie umieszczano już popiersia władcy, które ponownie pojawia się od 1886. Oznaczenia „imperiał” i „półimperiał” spotykane są jedynie na rzadkich monetach 5- i 10-rublowych z lat 1895–1897.
W Polsce imperiałami często nazywano wszystkie złote monety carskie, które określano potoczną nazwą pece (półimperiały i imperiały).